# Pattinaggio di velocità alla XXXI Universiade invernale
Le gare di pattinaggio di velocità della XXXI Universiade invernale si sono svolte dal 15 al 20 gennaio 2023 al Lake Placid Speedskating Oval. In programma tredici eventi.

## Podi

### Uomini
| Evento                 | Oro                                                 | Tempo   | Argento                                                 | Tempo   | Bronzo                                             | Tempo   |
| 500 m                  | Wataru Morishige                                    | 35"30   | Kazuya Yamada                                           | 35"84   | Marek Kania                                        | 35"99   |
| 1000 m                 | Kazuya Yamada                                       | 1'12"38 | Taiyo Nonomura                                          | 1'12"50 | David La Rue                                       | 1'12"57 |
| 1500 m                 | Taiyo Nonomura                                      | 1'49"93 | Kazuya Yamada                                           | 1'50"08 | Motonaga Arito                                     | 1'50"42 |
| 5000 m                 | Riccardo Lorello                                    | 6'53"22 | Daniele Di Stefano                                      | 6'55"20 | Motonaga Arito                                     | 7'03"03 |
| Partenza in linea      | David La Rue                                        | 60 pt.  | Daniele Di Stefano                                      | 42 pt.  | Hubert Marcotte                                    | 20 pt.  |
| Inseguimento a squadre | Giappone Yuto Tanigaki Motonaga Arito Kazuya Yamada | 4'07"52 | Corea del Sud Chung Yang-hun Park Sang-eon Ahn Hyun-jun | 4'09"62 | Canada David La Rue Joshua Telizyn Hubert Marcotte | 4'11"28 |

### Donne
| Evento                 | Oro                                                 | Tempo   | Argento                                             | Tempo   | Bronzo                                          | Tempo   |
| 500 m                  | Kim Min-sun                                         | 38"53   | Moe Kumagai                                         | 39"41   | Park Chae-eun                                   | 40"01   |
| 1000 m                 | Kim Min-sun                                         | 1'20"46 | Iga Wojtasik                                        | 1'21"78 | Park Chae-eun                                   | 1'21"85 |
| 1500 m                 | Park Ji-woo                                         | 2'04"41 | Natalia Jabrzyk                                     | 2'06"19 | Veronika Antošová                               | 2'06"63 |
| 3000 m                 | Laura Anne Hall                                     | 4'25"70 | Park Ji-woo                                         | 4'28"18 | Rose-Anne Grenier                               | 4'29"10 |
| Partenza in linea      | Misaki Shinno                                       | 60 pt.  | Yuka Takahashi                                      | 40 pt.  | Josephine Beate Heimerl                         | 20 pt.  |
| Inseguimento a squadre | Polonia Olga Kaczmarek Natalia Jabrzyk Iga Wojtasik | 3'22"10 | Corea del Sud Park Ji-woo Kang Soo-min Kim Dong-hee | 3'25"35 | Giappone Maho Karai Kokoro Morino Misaki Shinno | 3'26"82 |

### Misti
| Evento    | Oro                                    | Tempo   | Argento                                 | Tempo   | Bronzo                                  | Tempo   |
| Staffetta | Corea del Sud Ahn Hyun-jun Kim Min-sun | 3'10"84 | Giappone Yuka Takahashi Kotaro Kasahara | 3'12"03 | Spagna Alexander Rezzonico Sara Cabrera | 3'12"14 |

## Medagliere
| Pos.   | Paese         | Oro | Argento | Bronzo | Totale |
| ------ | ------------- | --- | ------- | ------ | ------ |
| 1      | Giappone      | 5   | 6       | 3      | 13     |
| 2      | Corea del Sud | 4   | 3       | 2      | 9      |
| 3      | Canada        | 2   | 0       | 4      | 6      |
| 4      | Polonia       | 1   | 2       | 1      | 4      |
| 5      | Italia        | 1   | 2       | 0      | 3      |
| 6      | Germania      | 0   | 0       | 1      | 1      |
| 6      | Rep. Ceca     | 0   | 0       | 1      | 1      |
| 6      | Spagna        | 0   | 0       | 1      | 1      |
| Totale | Totale        | 13  | 13      | 13     | 39     |